# Costa Ricas historia

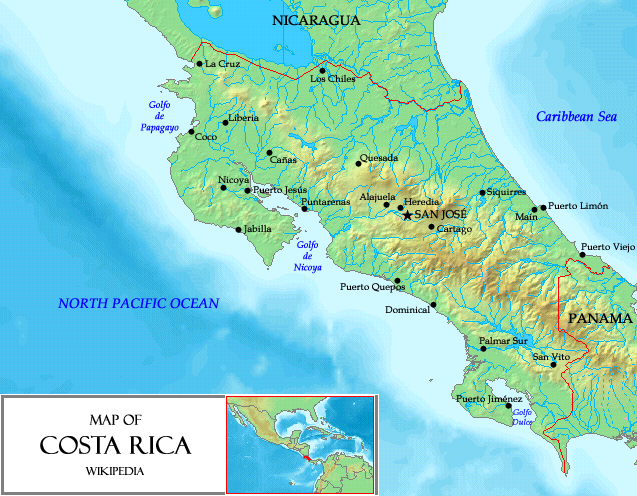
Karta över Costa Rica

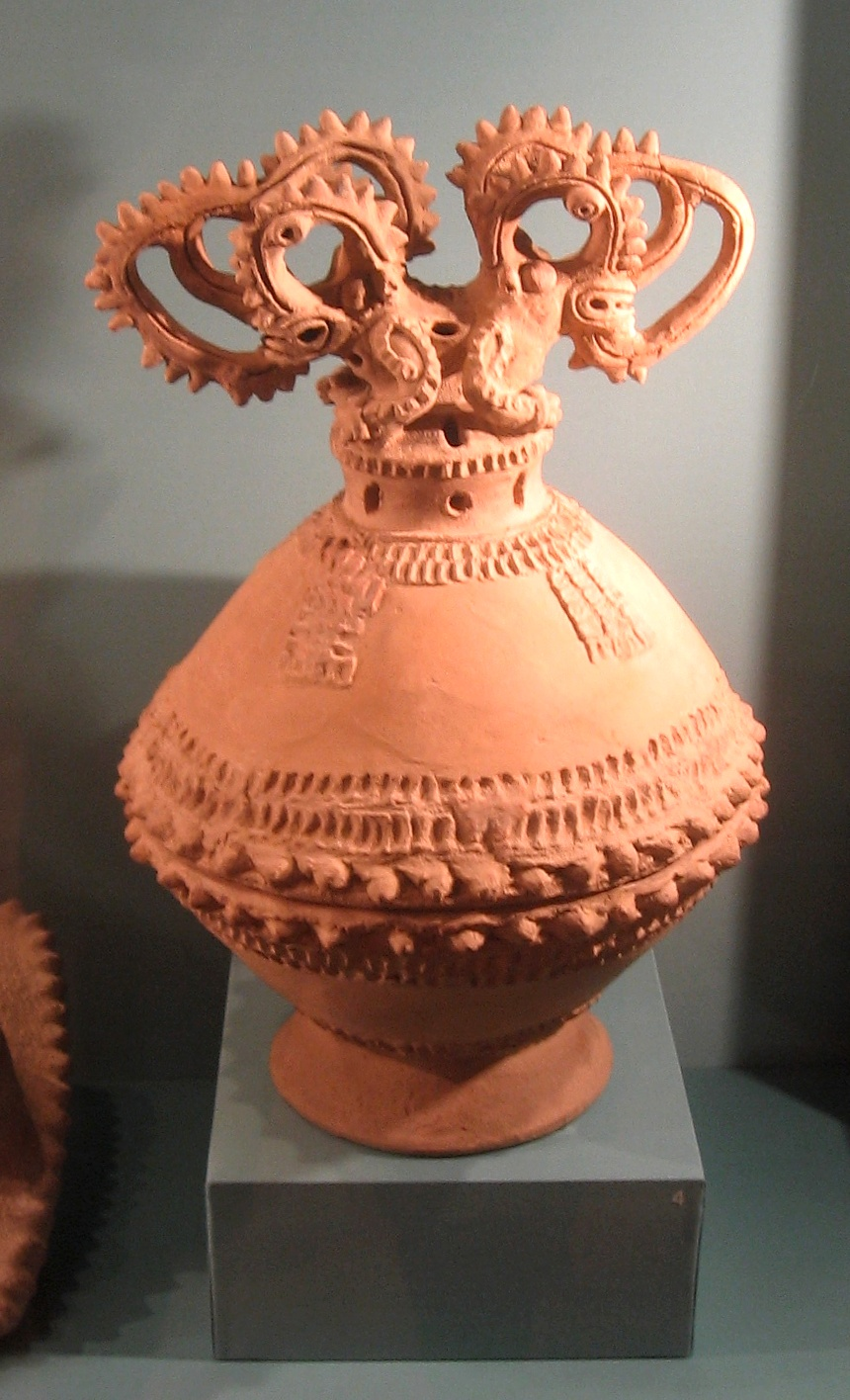
Rökelsekar (500 - 1350), Costa Rica.

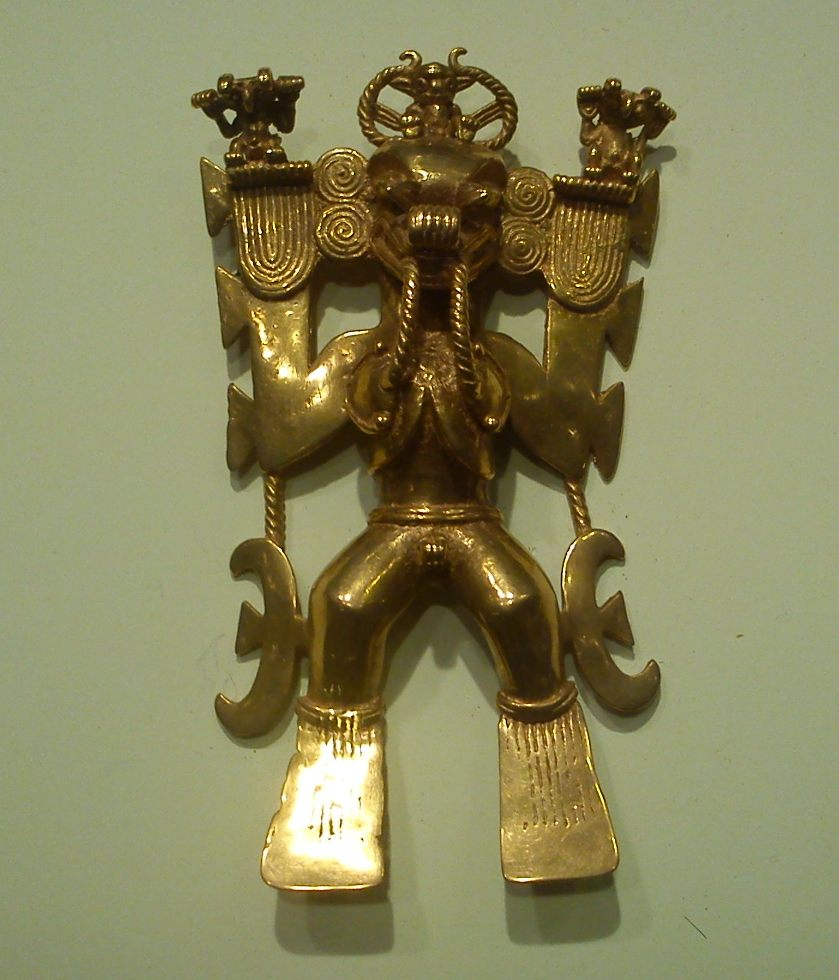
Hängsmycke av guld som föreställer en shaman, från Diquiskulturen (700-1350), Costa Rica. Museo del Oro Precolombino, San José.

Costa Ricas historia beskriver och analyserar de viktigaste processerna och historiska skeendena i Costa Rica, beläget mellan de mesoamerikanska och sydamerikanska högkulturerna, från det att det nuvarande nationella territoriet togs i besittning av jägare och samlare för 12 000 år sedan. Detta omfattar framväxten av de första förspanska samhällena, går vidare genom ankomst, erövring och kolonisering av européerna och tillkomsten av en självständig nation. Fortsatta händelser är bildande och konsolidering som en av de äldsta demokratierna i Latinamerika, och dess perioder av social och ekonomisk kris, fram till idag.

## Förspansk tid
Costa Rica under förcolumbiansk tid sträcker sig från tiden, när de första bosättarna etablerade sig, till spanjorernas ankomst. Det finns arkeologiska belägg för att de första människorna hittade dit mellan åren 10 000 till 7 000 f.Kr. I dalen vid vulkanen Turrialba finns fyndplatser, där stenbrytnings- och handelsmannaverktyg såsom handhållna yxor tillverkades. Bofasta jordbrukarsamhällen fanns redan för 4000 år sedan. För omkring 3000 år sedan hade maniokfarmare ersatt de renodlade jägare-samlarna. Under den förspanska tiden var de inhemska folk i det som nu är i Costa Rica, del av ett kulturkomplex känt som "Intermediärt område," mellan de mer aktiva Mesoamerikanska och andinska kulturområdena.

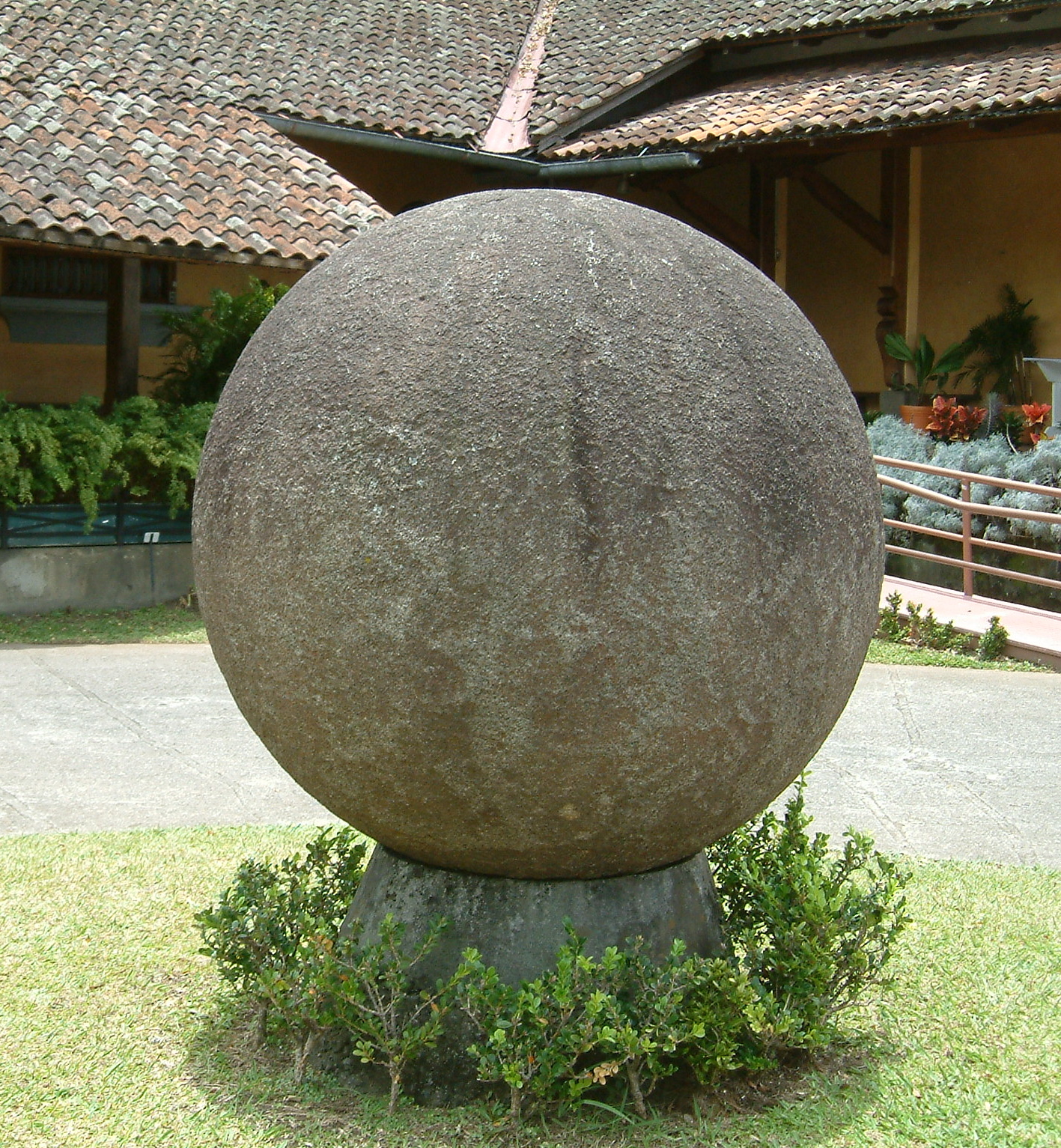
En av Costa Ricas stensfärer, här som Oopart.

Mellan åren 300 f.Kr. och 300 e.Kr. skiftade många samhällen från en stam-, klancentrerad organisation – släktskapsbaserad, sällan hierarkisk och byggd på självhushåll – till en hierarkisk modell, med caciquer (hövdingar), religiösa ledare eller shamaner, konstnärliga specialister med flera. Denna sociala organisation uppstod ur behovet att organisera tillverkning och handel, att sköta förbindelser med andra samhällen och planera offensiva och defensiva sysslor. Dessa grupper etablerade vidare territoriell uppdelning för att producera mera mat och styra bredare råmaterialkällor. Från 800-talet växte vissa byar i storlek och kom att utveckla större sociala hierarkier och väsentliga förbättringar av infrastruktur mot sena 1500-talets styresformer.

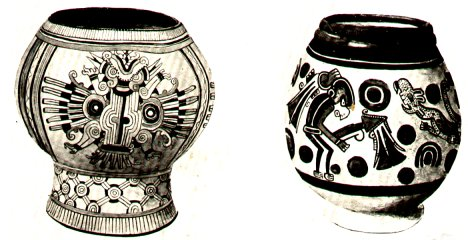
Förcolumbiansk keramik från Nicoya.

Nordväst i landet var Nicoyahalvön den sydligaste delen av Nahuatls kulturella inflytande, när de spanska conquistadorerna kom på 1500-talet.  De inhemska folken kom dock att påverka den moderna Costa Ricanska kulturen i liten utsträcknig, eftersom flertalet dog i sjukdomar som smittkoppor och illa behandling av spanjorerna.

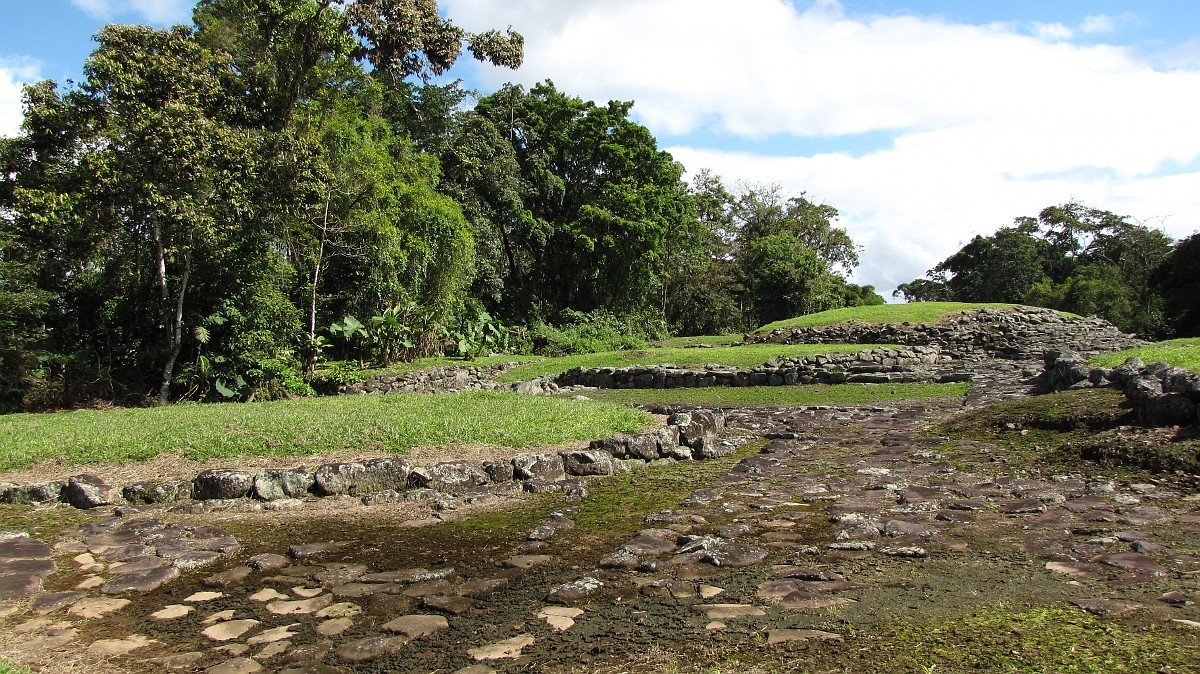
Guayabo

Från dessa tider finns ett antal dokumenterade arkeologiska fyndorter:
- Costa Ricas stensfärer
- Las Mercedes är en arkeologisk lokal belägen på Costa Ricas karibiska sluttning  mellan Turrialbavulkanens fot och den alluviumala flodslätten, 90 m över havet. Platsen upptar diverse arkitektoniska strukturer som plattformar, terrasser, gravplatser, ramper och stenlagda vägar.
- Rivas, Costa Rica
- Guayabo de Turrialba är en av de viktigaste arkeologiska fyndplatserna från förcolumbiansk tid i Costa Rica. Den ligger nära vulkanen Turrialba och var bebodd från 1500 f.Kr. till strax innan spanjorerna ankom. 1973 fick den status som nationalmonument.

## Kolonialtiden
Den första europén som nådde det som idag kallas Costa Rica var Christofer Columbus 18 september 1502. Området koloniserades av spanjorerna, men det erbjöd få rikedomar och fick aldrig någon större betydelse för moderlandet. Under den spanska kolonialtiden så var Guatemala City den viktigaste staden i Centralamerika. Costa Ricas långa avstånd från detta nav ledde till problem när det gällde att upprätta handelsrutter, vilket är en av anledningarna till att costaricanerna tilläts utvecklas i relativ isolering och med liten översikt från den spanska monarkin ("Kronan"). Trots att den här isoleringen gav möjlighet för kolonin att utvecklas utan ingripande från Kronan, så ledde den även till att Costa Rica inte fick ta del av koloniernas framgångar, vilket gjorde området till den fattigaste spanska kolonin i Centralamerika. Costa Rica beskrevs som "den fattigaste och mest eländiga spanska kolonin i hela Nord- och Sydamerika" av den spanska guvernören 1719.
En annan bidragande faktor till fattigdomen var bristen på inhemska folk som kunde utnyttjas till tvångsarbete. Medan många spanjorer i andra kolonier hade indianer som kunde arbeta på deras mark, så var den större delen av de costaricanska nybyggarna tvungna att arbeta på sin egen mark. Av dessa anledningar var Costa Rica på det hela taget ouppskattat och förbisett av det habsburgska Spanien och övergivet att utvecklas på egen hand. Man anser att omständigheterna under den här perioden ledde till uppkomsten av många av de egenheter som Costa Rica har blivit känt för, medan det samtidigt gav upphov till Costa Ricas utveckling som ett mer egalitärt samhälle än dess grannar. Costa Rica blev en landsbygdsdemokrati utan förtryckta folkgrupper som mestiser eller indianer. Det dröjde inte länge innan de spanska nybyggarna riktade sin ögon mot bergen, där de fann bördig vulkanisk jord och ett mildare klimat än det i låglandet.

## Självständigt Centralamerika
Costa Rica gick 1821 samman med ett antal andra centralamerikanska provinser i en gemensam självständighetsförklaring från Spanien. Efter en kort tid i Agustín de Iturbides mexikanska imperium blev Costa Rica en del av den Centralamerikanska federationen som fungerade mellan 1823 och 1839. 1824 flyttades huvudstaden till San José, men på grund av starka motsättningarna från Cartago så bröt tillfälliga stridigheter ut. Trots att de nya självständiga provinserna bildade en federation så bröt gränsdispyter ut emellan dem, vilket ytterligare bygger på regionens turbulenta historia.
Costa Ricas medlemskap i den nybildade Centralamerikanska federationen, nu fritt från det spanska styret, blev kort; år 1848, långt efter det att den Centralamerikanska federationen slutade fungera i praktiken, drog Costa Rica formellt tillbaka sitt medlemskap och förklarade sig självständigt. Avståndet från Guatemala City till den centrala dalen i Costa Rica, där majoriteten av befolkningen bodde och fortfarande bor, var enormt. Den lokala befolkningen saknade lojalitet gentemot styret i Guatemala City, till stor del på grund av landets isolerade historia under kolonialtiden. Costa Ricas ointresse av att delta som en provins i ett större centralamerikanskt styre var en av anledningarna till beslutet att bryta sig ur den oerfarna federationen och bilda en självständig stat. Också andra provinser som utgjorde delar av den Centralamerikanska federationen gjorde sig självständiga. Emellertid firar alla länder som var en del av den Centralamerikanska federationen fortfarande sina nationaldagar den 15 september, vilket syftar till det datum, då Centralamerika blev självständigt från Spanien.

## Självständig stat
Landet var huvudsakligen befolkad av självägande småbönder och kaffeodling samt bananodling baserad på svarta arbetare från Västindien blev landets ryggrad. Majoriteten av afrocostaricanerna, vilka svarar för cirka 3 procent av landets befolkning, har sitt ursprung bland de jamaicanska invandrare som anlände under 1880-talet för att arbeta med byggandet av järnvägskommunikation mellan storstadsbefolkningen mitt på centralplatån och hamnen i Limón på den karibiska kusten. Amerikanska fångar och kinesiska invandrare deltog även de i uppförandet byggnadsprojektet, vilket bedrevs av den amerikanska affärsmannen Minor C. Keith. I utbyte mot att han slutförde järnvägen gav den costaricanska regeringen Keith stora landområden och fri tillgång till järnvägen, något som han använde för att odla bananer och exportera dem till USA. Som ett resultat av detta kom bananer att konkurrera med kaffe som den huvudsakliga costaricanska exportvaran och utländska företag (däribland United Fruit Company) kom att börja spela en viktig roll i den nationella ekonomin.
Historiskt sett så har Costa Rica åtnjutit lång fred och större politisk stabilitet jämfört med många av dess grannländer i Latinamerika. Trots snabb folkökning har man kunnat genomföra sociala reformer. Sedan slutet av 1800-talet har Costa Rica emellertid upplevt två betydande perioder med våld. År 1917 blev Costa Rica en diktatur under Federico Tinoco Granados, som dock störtades två år senare och tvingades gå i exil. Den andra perioden inleddes 1948 då José Figueres Ferrer ledde ett väpnat uppror i kölvattnet av ett kontroversiellt presidentval. Med mer än 2 000 döda var det costaricanska inbördeskriget den blodigaste händelsen i landets 1900-talshistoria. Efter inbördeskriget, som Figueres gick segrande ur, avskaffade han Costa Ricas militärväsen tillsammans med den nya, oppositionsledda, regeringsjuntan. Denna såg även till att utforma en ny konstitution genom en demokratiskt vald församling. Efter att ha grundlagt dessa reformer överlämnade juntan slutligen makten den 8 november 1949 till den nya demokratiska regeringen under ledning av president Otilio Ulate. Efter statskuppen blev Figueres en nationell hjälte och kom även att vinna landets första demokratiska val under den nya konstitutionen 1953. Sedan dess har Costa Rica hållit 12 presidentval (senast 2006). 1983 förklarade sig landet neutralt. Alla depresidentval som hållits har internationellt setts som relativt rättvisa val.
Trots att Costa Rica helt saknar egen armé så var landet en del av den allians som stödde USA under invasionen av Irak 2003.